# Угорська партія трудящих
Угорська партія трудящих (угор. Magyar Dolgozók Pártja вимовляється [ˈmɒɟɒr ˈdolɡozoːk ˈpaːrcɒ], скороч. MDP) — керівна партія Угорщини в 1948–1956 роках (з 1949 року — Угорської Народної Республіки), спадкоємиця Угорської комуністичної партії та Угорської соціал-демократичної партії. Орієнтувалася на тісний союз Угорщини з СРСР і дотримувалася марксистсько-ленінської ідеології в її сталіністському варіанті. Фактично розпалася і була офіційно розпущена в добу Угорського повстання 1956 року. Її правонаступницею стала Угорська соціалістична робітнича партія.
‎